# Духовное управление мусульман Республики Татарстан

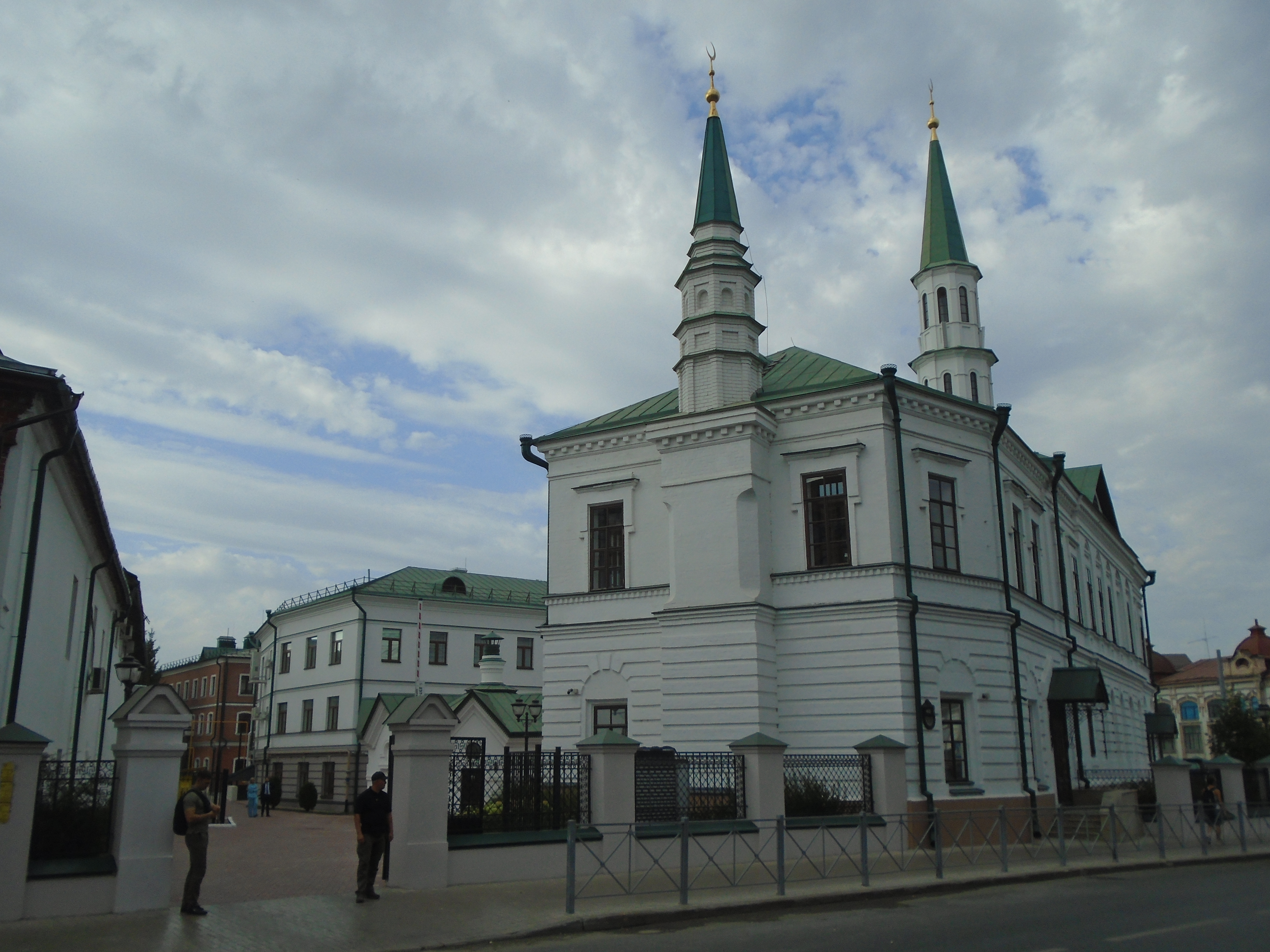
Резиденция ДУМ РТ в Казани

Духо́вное управле́ние мусульма́н Респу́блики Татарста́н (сокр. ДУМ РТ) — централизованная религиозная организация (муфтият) в Татарстане. Находится в Казани. Штаб-квартира расположена на улице Габдуллы Тукая, в северной части Старо-Татарской слободы, рядом со зданием Галеевской мечети.
ДУМ РТ образовано на учредительном съезде мусульман в Набережных Челнах 22 августа 1992 года по инициатив Исламского центра Республики Татарстан как муфтият, независимый от Центрального духовного управления мусульман России. В феврале 1998 года прошла перерегистрация в соответствии с новым законодательством. До 1998 года входило в Высший координационный центр духовных управлений мусульман России (ВКЦДУМР) с центром в Казани, затем до 2011 года — в Совет муфтиев России (Москва), с которым ныне остаются напряжённые отношения.
Управление насчитывает около 1500 приходов-махаллей; имеет Российский исламский институт в Казани и Болгарскую исламскую академию, 8 духовных учебных заведения (медресе) и 1 мусульманскую школу. В ДУМ РТ организационно входят 9 региональных казиятов во главе с их председателями — казиями, 45 районных мухтасибатов во главе с имам-мухтасибами и махалли — местные приходы во главе с имам-хатыбами.
Возглавляется муфтием. Первым муфтием в 1992 году стал имам казанской Сенной мечети и лидер Исламского центра Республики Татарстан Габдулла Галиуллин. Муфтий в настоящее время — Камиль хазрат Самигуллин, сменивший Ильдуса хазрата Файзова (2011—2012). Гусман хазрат Исхаков (1998—2011) ушёл в отставку, объявив преемником Ильдуса хазрата Файзова. Камиль Хазрат Самигуллин возглавил ДУМ РТ в 2013 году.

## Структура
Структура Управления:
- Отдел образования;
- Юридический отдел;
- Отдел регистрации приходов-мечетей;
- Отдел проповеднической деятельности;
- Отдел международных связей;
- Отдел по работе с общественностью и средствами массовой информации ДУМ РТ;
- Отдел по благотворительным вопросам;
- Отдел по работе с силовыми структурами;
- Отдел по работе с молодёжью;
- Медицинский отдел.

По главным направлениям работы, а именно по вакуфному имуществу, развития халяль-индустрии, по отправке в хадж и сбору закята были созданы специальные комитеты и центры:
- Местная мусульманская религиозная организация «ВАКФ ДУМ РТ»;
- Комитет по стандарту «Халяль» при ДУМ РТ;
- Фонд «Закят».

Под патронажем ДУМ РТ ведут свою деятельность:
- мечети Татарстана и соседних регионов;
- Российский исламский институт;
- медресе «Мухаммадия»;
- медресе «Марджания»;
- медресе «Музафария»;
- другие мусульманские учебные заведения в Татарстане;
- Казанский муфтият;
- Союз мусульманок Татарстана.

## Деятельность
Имеются взаимоотношения с министерствами по делам исламских дел таких стран, как Турция, Катар, Кувейт, Бахрейн, Саудовская Аравия.
Руководство ДУМ РТ периодически принимают участие, представляя республику, в различных международных конференциях.
Имеется отдел по работе с общественностью и средствами массовой информации. В республике издаются 23 мусульманские газеты и журналы, общий тираж которых составляет 62 тыс. экземпляров на татарском и русском языках ежемесячно, функционируют 20 мусульманских интернет ресурсов.
Одно из направлений деятельности ДУМ РТ, связанное с вопросами исламского просвещения и воспитания, — это дагват (призыв). Основная цель дагвата — правильное объяснение Ислама и призыва к нему.
Проблемами заключённых занимается Отдел по работе с силовыми структурами.
В ДУМ РТ ведет свою деятельность отдел благотворительности.
В 2005 году создан Комитет по стандарту «Халяль» ДУМ РТ.
В 2008 году был открыт при ДУМ РТ Межрегиональный паломнический центра «Идель Хадж».
Организация ММРО «ВАКФ» ДУМ РТ занимается поиском инвесторов для строительства проектов, приносящих пользу мусульманским организациям Татарстана.
5 декабря 2005 года в Казани состоялся Первый съезд женщин татар-мусульманок.
В 2019 году вышел перевод Корана «Калям Шариф. Перевод смыслов», над которым работали 7 лет. Переводы были сделаны на русский и татарский языки.

## Ислам в Татарстане
Мусульманство, как и другие религии, в регионе понесло урон в годы существования Советской власти и СССР, когда исповедование ислама c конца 1920-х гг крайне не приветствовалось, а большинство мечетей и мусульманских учебных заведений было закрыто или даже разрушено. Уже к 1930 году в Татарстане из 12 000 мечетей было закрыто более 10 000, от 90 до 97 % мулл и муэдзинов были лишены возможности осуществлять свои обязанности. Положение изменилось в сторону усиления ислама в последние годы существования СССР в эпоху гласности и перестройки, особенно с торжественного празднования в 1989 году 1100-летия принятия ислама в России.
После распада СССР ислам в регионе испытывает расцвет. Мечети восстановлены или вновь созданы почти во всех населённых пунктах и частях городов Татарстана; открыты РИУ, медресе, мусульманские школы. В регионе самостоятельное ДУМ РТ с 1998 года вытеснило Центральное духовное управление мусульман России. Позже возник также Казанский муфтият.
Татарские мусульмане традиционно придерживаются суннизма-ханафизма, который в регионе перешёл в форму обновленческого джадидизма с конца XIX века и вплоть до настоящего времени.
Историческим центром татаро-мусульманской духовности в Татарстане была и остаётся мечеть аль-Марджани, современным (с 2005) — соборная мечеть-джами Кул Шариф (обе в Казани).